# Чикалун
Чикалун (англ. Chickaloon) — статистически обособленная местность, которая находится в боро Матануска-Суситна, Аляска, Соединённые Штаты Америки. По данным переписи 2010 года 272 человека.

## География
По данным Бюро переписи населения США, CDP имеет общую площадь 80,2 квадратных миль (208 км2), из которых 79,4 квадратных мили (206 км2) являются землёй и 0,8 квадратных мили (2,1 км2; 1,05%) является водой.

## Демография
Чикалун впервые появился на переписи населения США в 1930 году как некорпоративная деревня. Он снова появился в переписях 1940 и 1960 годов, но не был туда включен в 1950, 1970 и 1980 годах. Он попал туда снова, начиная с 1990 года, когда он был назначен местом переписи.
По состоянию на перепись 2000 года в CDP насчитывается 213 человек, 87 домашних хозяйств и 58 семей. Плотность населения составляет 2,7 человека на квадратную милю (1,0 / км2). Там было 208 единиц жилья со средней плотностью 2,6 / кв. миль (1,0 / км2). Расовый состав CDP составляет 77,93% белых, 1,41% чернокожих или афроамериканцев, 15,49% коренных американцев, 0,94% азиатских, 0,00% жителей островов Тихого океана, 1,88% от других рас и 2,35% от двух или более рас. 1,41% населения составляют латиноамериканцы любой расы.
Есть 87 домашних хозяйств, из которых 31,0% имеют детей в возрасте до 18 лет, проживающих с ними, 58,6% являются женатыми парами, живущими вместе, 3,4% семей женщины проживают без мужей, а 33,3% не имеют семьи. 25,3% всех домохозяйств состоят из отдельных лиц, а 4,6% из них живут в одиночестве, кому 65 лет и старше. Средний размер домохозяйства составляет 2,45, а средний размер семьи — 3,00.
В CDP население распределяется на следующие категории: 25,4% в возрасте до 18 лет, 3,3% с 18 до 24, 23,0% с 25 до 44, 41,8% с 45 до 64 и 6,6%, которые в возрасте 65 лет и старше. Медианный возраст составляет 44 года. На каждые 100 женщин приходится 129,0 мужчин. На каждые 100 женщин в возрасте 18 лет и старше приходится 120,8 мужчин.
Средний показатель доходов для домашнего хозяйства в CDP составляет 49 792 долларов США, а средний доход для семьи - 49 792 долларов США. Средний доход мужчин составляет 41 827 долларов, в то время как средний доход у женщин составляет 36 607 долларов США. Доход на душу населения для CDP составляет 14 755 долларов США. 2,8% населения проживали за чертой бедности.